# Snyder (Texas)
Snyder é uma cidade localizada no estado norte-americano de Texas, no Condado de Scurry.

## Demografia
Segundo o censo norte-americano de 2000, a sua população era de 10.783. habitantes
Em 2006, foi estimada uma população de 10.567, um decréscimo de 216 (-2.0%).

## Geografia
Snyder está localizado em Deep Creek, um pequeno afluente do rio Colorado no Texas.
Snyder fica aproximadamente a 140 quilômetros a sudeste de Lubbock, e a 130 km a noroeste de Abilene,a 140 km a nordeste de Midland , e a 160 km ao norte de San Angelo.

## Localidades na vizinhança
O diagrama seguinte representa as localidades num raio de 44 km ao redor de Snyder.